# Podogymnura truei
Podogymnura truei — вид ссавців родини їжакових.

## Середовище проживання
Ендемік острова Мінданао на Філіппінах, де зустрічаються на висоті від 1300 до 2900 м над рівнем моря у первинних гірських і моховитих лісах. Зразки цього виду були спіймані біля дир в основі великих дерев, серед сплетінь коріння, серед коріння в густому мосі, біля колод вздовж струмків, під трав'яним покривом на берегах озер, біля валунів у вкритих папороттю долинах. Багато зразків було спіймані пастки, начинені м'ясом птиці. Ймовірно харчується комахами та хробаками.

## Морфологія
Морфометрія. Два зразки мали довжину голови й тіла: 130—150 мм, довжину хвоста: 40—70 мм.
Опис. Хутро довге та м'яке. Верх сірий змішаний з червонувато-коричневим волоссям. Низ сивий з невеликою домішкою коричневого волосся. Помірно вкритий волоссям хвіст забарвлений у від жовтувато-коричневого до пурпурово-тілесний колір. 

## Загрози та охорона
Серйозних загроз для цього виду немає. Вид присутній в Національних парках Гора Апо і Гора Кітанглад.